# Zeddiani
Zeddiani – miejscowość i gmina we Włoszech, w regionie Sardynia, w prowincji Oristano.
Według danych na rok 2004 gminę zamieszkiwało 1185 osób, 107,7 os./km². Graniczy z Baratili San Pietro, Oristano, San Vero Milis, Siamaggiore i Tramatza.